# 颗粒卷管螺
颗粒卷管螺（学名：Paradrillia patruelis），是新腹足目卷管螺科Paradrillia属的一种。主要分布于韩国、台湾，常栖息在浅海沙底。